# SN 2009lv
SN 2009lv – supernowa typu Ia odkryta 19 listopada 2009 roku w galaktyce A001626+2226. W momencie odkrycia miała maksymalną jasność 17,40m.